# Liste des édifices labellisés « Patrimoine du XXe siècle » de la Corse-du-Sud

Cet article recense les monuments historiques protégé au titre du Patrimoine du XXe siècle du département de la Corse-du-Sud, en France,.

## Statistiques
Au 31 décembre 2014, la Corse-du-Sud compte 2 immeubles protégés du patrimoine du XXe siècle.

## Liste
| Monument                | Commune | Adresse           | Coordonnées                      | Notice         | Date | Illustration               |
| ----------------------- | ------- | ----------------- | -------------------------------- | -------------- | ---- | -------------------------- |
| Manufacture Alban       | Ajaccio | 89 cours Napoléon | 41° 55′ 45″ nord, 8° 44′ 20″ est | « PA00099142 » | 1992 | Image manquante Téléverser |
| Hôtel Les Roches Rouges | Piana   |                   | 42° 14′ 25″ nord, 8° 38′ 30″ est | « PA00099139 » | 1991 | Hôtel Les Roches Rouges    |